# 哈里·伦达尔
哈里·伦达尔（瑞典語：Harry Lundahl，1905年10月16日—1988年3月2日），生于赫尔辛堡，瑞典男子足球运动员，司职中场。他曾代表瑞典国家队参加1934年国际足联世界杯，结果队伍获得第八名。